# Eremurus thiodanthus
Espèce
Classification phylogénétique
Eremurus thiodanthus, ou lis des steppes soufré, est une espèce de plantes à fleurs du genre Eremurus, ou lis des steppes, appartenant à la famille des Liliaceae et endémique des régions montagneuses de Crimée. Elle fleurit en mai-juin et fait partie des espèces menacées inscrites au livre rouge.

## Description

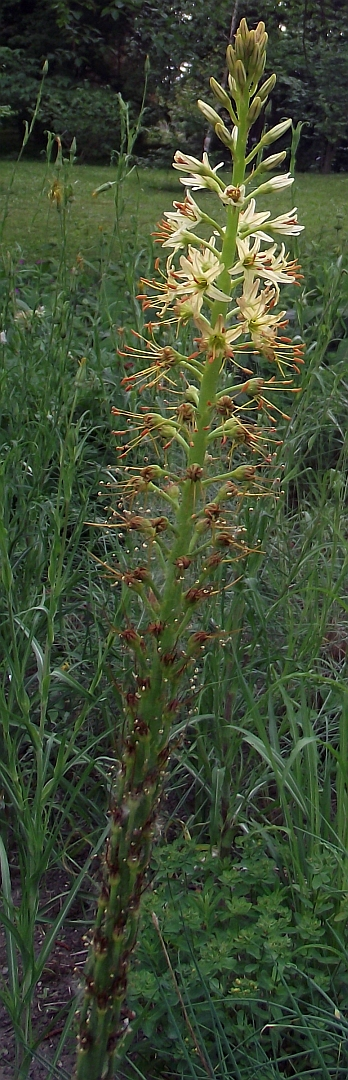
Hampe dEremurus thiodanthus.

Cette plante vivace fort décorative peut atteindre 2 m de hauteur, présentant une forme en quenouille avec des rhizomes puissants. Ses feuilles poussent en rosette, tandis que la haute tige n'en porte pas. Ses inflorescences d'un jaune soufré sont groupées en grappes denses de petites fleurs qui possèdent six longues étamines. Ses fruits sont des capsules ovales en trois sections portant des graines brunes avec des taches et des lignes marron.
Eremurus thiodanthus possède deux variétés, dont l'une est blanche et se rencontre sur les hauteurs des bords méridionaux de la mer Noire en Crimée.

## Habitat
Eremurus thiodanthus se rencontre sur des sols secs montagneux de Crimée.

## Taxonomie
L'espèce Eremurus thiodanthus a été étudiée par Sergueï Iouzeptchouk en 1951.